# Trinectes paulistanus
Trinectes paulistanus är en fiskart som först beskrevs av Alípio de Miranda-Ribeiro, 1915.  Trinectes paulistanus ingår i släktet Trinectes och familjen Achiridae. Inga underarter finns listade i Catalogue of Life.